# Кристиан Димитров
Крістіан Дімітров (болг. Кристиан Димитров, нар. 27 лютого 1997, Пловдив) — болгарський футболіст, захисник клубу «Левські» (Софія) і національної збірної Болгарії.

## Клубна кар'єра
Народився 27 лютого 1997 року в місті Пловдив. Вихованець юнацьких команд футбольних клубів «Локомотив» (Пловдив) та «Ботев» (Пловдив).
Першою дорослою командою Крістіана став пловдивський «Ботев». Дебютував 13 березня 2016 в матчі проти «Черно море» (3:1) замінивши на 81-й хвилині Серкана Юсейна.
Протягом 2018 року на правах оренди захищав кольори команди клубу «Монтана».
До складу клубу «Ботев» (Пловдив) повернувся 2018 року. Всього відіграв за команду з Пловдива 72 матчі в національному чемпіонаті.
11 лютого 2020 приєднався до складу хорватського «Хайдука» на умовах 2,5-річного контракту.
Не маючи достатньої ігрової практики протягом сезону 2021/22, у лютому 2022 року відправився в оренду до румунського клубу «ЧФР Клуж». Зіграв усього 1 матч за клуб, проте став чемпіоном країни за підсумками сезону 2021/22.
30 грудня 2022 року повернувся до Болгарії, підписавши півторарічний контракт зі столичним «Левські». 11 лютого 2023 року дебютував за новий клуб у матчі чемпіонату Болгарії проти «Черно море» (0:1), замінивши на 90+8-ій хвилині Івеліна Попова.

## Виступи за збірні
2016 року дебютував у складі юнацької збірної Болгарії, взяв участь у 3 іграх на юнацькому рівні.
Протягом 2017–2018 років грав за молодіжну збірну Болгарії U-21.
2019 року дебютував в офіційних матчах у складі національної збірної Болгарії.
| Дата       | Місто     | Господарі  | Результат | Гості     | Турнір                               | Голи | Примітки |
| ---------- | --------- | ---------- | --------- | --------- | ------------------------------------ | ---- | -------- |
| 7-6-2019   | Прага     | Чехія      | 2 – 1     | Болгарія  | Відбір до ЧЄ 2020                    | -    | 74'      |
| 10-6-2019  | Софія     | Болгарія   | 2 – 3     | Косово    | Відбір до ЧЄ 2020                    | 1    | 46'      |
| 7-9-2019   | Лондон    | Англія     | 4 – 0     | Болгарія  | Відбір до ЧЄ 2020                    | -    | 65'      |
| 10-9-2019  | Дублін    | Ірландія   | 3 – 1     | Болгарія  | товариський матч                     | -    | 80'      |
| 11-10-2019 | Подгориця | Чорногорія | 0 – 0     | Болгарія  | Відбір до ЧЄ 2020                    | -    |          |
| 14-11-2019 | Софія     | Болгарія   | 0 – 1     | Парагвай  | товариський матч                     | -    | 63'      |
| 3-9-2020   | Софія     | Болгарія   | 1 – 1     | Ірландія  | Ліга націй УЄФА 2020-2021 - 1-й етап | -    |          |
| 6-9-2020   | Кардіфф   | Уельс      | 1 – 0     | Болгарія  | Ліга націй УЄФА 2020-2021 - 1-й етап | -    |          |
| 11-10-2020 | Гельсінкі | Фінляндія  | 2 – 0     | Болгарія  | Ліга націй УЄФА 2020-2021 - 1-й етап | -    |          |
| 14-10-2020 | Софія     | Болгарія   | 0 – 1     | Уельс     | Ліга націй УЄФА 2020-2021 - 1-й етап | -    | 59'      |
| 15-11-2020 | Софія     | Болгарія   | 1 – 2     | Фінляндія | Ліга націй УЄФА 2020-2021 - 1-й етап | -    |          |
| 18-11-2020 | Дублін    | Ірландія   | 0 – 0     | Болгарія  | Ліга націй УЄФА 2020-2021 - 1-й етап | -    |          |
| 11-11-2021 | Одеса     | Україна    | 1 – 1     | Болгарія  | товариський матч                     | -    |          |
| 15-11-2021 | Люцерн    | Швейцарія  | 4 – 0     | Болгарія  | Відбір до ЧС 2022                    | -    |          |
| Усього     |           | Матчів     | 14        |           | Голів                                | 1    |          |

## Титули і досягнення
- Володар Кубка Болгарії (1):

Ботев (Пловдив): 2016-17
- Чемпіон Румунії (1):

ЧФР (Клуж-Напока): 2021-22